# Jewtopia
Jewtopia (no br: Procura-se a Mulher Perfeita) é uma comédia romântica estadunidense lançada nos cinemas em 2012. O filme é baseado em uma famosa peça teatral da Broadway e tem como estrela principal a atriz e cantora Jennifer Love Hewitt.

## Sinopse
O filme acompanha dois amigos, um judeu e um gentio. O judeu deseja namorar garotas de outras etnias por não gostar de se lembrar todo o tempo de suas raízes. O gentio quer namorar uma garota judia para não precisar ter o trabalho de tomar decisões. Eles então começam a ensinar um ao outro como se comportar para alcançar o objetivo. Enquanto isso a família de Alison (Hewitt) vai fazer de tudo pra ter certeza que Christian (Sergei) é realmente judeu.

## Elenco
- Jennifer Love Hewitt como Allison Marx
- Ivan Sergei como Christian O'Connell
- Joel David Moore como Adam Lipschitz
- Wendie Malick como Marci Marks
- Crystal Reed como Rebecca Ogin
- Peter Stormare como Buck O'Connell
- Nicollette Sheridan como Betsy O'Connell
- Lin Shaye como Dr. Sutton
- Rita Wilson como Arlene Lipschitz
- Sharon Wilkins como Nurse Boo
- Jamie-Lynn Sigler como Hannah Daniels
- Camryn Manheim como Eileen Daniels
- Tom Arnold como Bruce Daniels
- Jon Lovitz como Dennis Lipschitz
- Rachel Fox como Jill Lipschitz
- Dominique Grund como Allison Marx Jovem
- Elaine Tan como Sala Khan